# Charlotte-Sophie de Bothmer
Charlotte Sophie de Bothmer est née à La Haye (Pays-Bas) le 21 octobre 1697 et elle meurt à Erbach le 14 septembre 1748. Elle est la fille de Jean-Gaspard de Bothmer (1656-1732) et de Gisèle Erdmude de Hoym (1669-1741). 

## Mariage et descendance
Le 22 octobre 1715 elle se marie à Dresde avec Henri II de Reuss-Obergreiz (1696-1722), un noble allemand, fils du comte Henri VI (1649-1697) et de Henriette-Amélie de Friesen (1668-1732). De ce mariage naissent:
- Henriette Erdmuda (1716-1719)
- Henri VIII (1718-1719)
- Henri IX (1718-1723)
- Henri X, né et mort le 1720.
- Henri XI Reuss-Greiz (1722-1800), marié avec Conradina de Reuss-Kostritz (1719-1770).